# Куніберт
Куніберт або Куніперт (†700), король лангобардів (688—700), син короля Перктаріта. Воював з аріанським бунтівником Алагізом, герцогом Тренто і Брешії. Алагіз полонив Куніберта і ув'язнив його в замку, розташованому на острові посередині озера Комо, і став правити як король лангобардів. Проте, його правління було нерозумним і деспотичним, а тому викликало спротив народу.
Куніберт звільнився та переміг Алагіза. Впродовж свого правління Куніберт вів багато війн з різного роду бунтівниками. Він першим випустив в обіг монети зі своїм зображенням.